# 한국소비자연맹
한국소비자연맹은 1970년 소비자의 귄익보호를 위해 설립된 단체이다. 우리나라 소비자 운동의 중심으로 활동하고 있으며 문제의 직접적인 해결부터 소비자보호법 제정등 소비자의 이익을 보호하기 위해 많은 노력을 기울이고 있다. 소비자들의 불만을 해결하고 사업자들의 횡포를 막기위해 소비자들을 교육하고 관련법 제정을 위해 애쓰는 등 한국 소비자들의 권리를 지키는 행동을 하는 민간단체이다.
생활과 밀접한 제품과 서비스, 정책에 따른 소비자 문제를 다루고, 소비자 상담을 통해 피해 사례를 중심으로 소비자 권익을 보호하는 일, 나아가 지속가능한 소비사회 실현을 위한 소비자 운동을 하고 있다. 소비자와 기업 정부의 소통 창구로서 소비자에게는 대변자, 중재자, 수집자, 교육자의 역할을 하고 있으며, 정부와 기업에게는 전달자, 견제자, 감시자, 중재자의 역할을 수행하고 있다

## 소비자 상담
- 전국 마다 상담번호가 따로 있으며 한국소비자연맹 공식 홈페이지에서 인터넷 상담도 가능하다.